# Вой към звездите
„Вой към звездите“ (на сръбски: Лајање на звезде) е сръбски филм от 1998 година, комедия на режисьора Здравко Шотра по негов сценарий в съавторство с Милован Витезович.
В центъра на сюжета са абитуриенти в гимназията на малък провинциален град през 60-те години на XX век. Главните роли се изпълняват от Драган Мичанович, Наташа Тапушкович, Никола Джуричко, Драган Йованович.